# Fedora Bartošová
Fedora Bartošová (24. června 1884 Vyškov – 30. listopadu 1941 Brno) byla moravská učitelka, básnířka a libretistka.

## Život
Narodila se do rodiny vyškovského lékaře Josefa Bartoše a jeho manželky Josefíny, rozené Tálské. Její matka byla v letech 1883 až 1889 předsedkyní ženské vzdělávací jednoty Vlasta.
Své básně publikovala v letech 1900–1906 časopisecky pod pseudonymem Kamila Tálská. Je autorkou libreta čtvrté Janáčkovy opery Osud z roku 1904.
V brněnské bazilice Nanebevzetí Panny Marie se 9. června 1915 provdala za JUDr. Josefa Lavického. 
Je pohřbena na Ústředním hřbitově v Brně, sk. 106/hr. 8-9.